# Chelmonops truncatus
Chelmonops truncatus là một loài cá biển thuộc chi Chelmonops trong họ Cá bướm. Loài này được mô tả lần đầu tiên vào năm 1859.

## Từ nguyên
Tính từ định danh truncatus trong tiếng Latinh có nghĩa là "cụt, ngắn", hàm ý đề cập đến phần mõm của loài cá này ngắn hơn so với những loài thuộc chi Chelmon.

## Phạm vi phân bố và môi trường sống
C. truncatus là một loài đặc hữu của Úc, được tìm thấy từ mũi Double Island (phía nam Queensland) dọc theo bờ biển phía đông nam trải dài đến vịnh Jervis (New South Wales). Vì có phạm vi giới hạn ở bờ đông nên loài này còn có tên gọi là cá bướm Đông Talma, phân biệt với Chelmonops curiosus (cá bướm Tây Talma).
C. truncatus thường sống trên các rạn viền bờ và các bãi đá ở khu vực cửa sông ở độ sâu khoảng 10–70 m.

## Mô tả
Chiều dài lớn nhất được ghi nhận ở C. truncatus là 22 cm. C. truncatus có màu xám bạc với bốn dải sọc đen ở hai bên cơ thể, trong đó sọc ở đầu băng qua mắt. Mõm dài và nhọn. Vây lưng và vây hậu môn hình tam giác vươn cao và được viền đen. Vây bụng có màu đen và có các tia gai trước màu trắng. Cuống đuôi có dải đen; vây đuôi trong mờ, màu trắng. Cá con có thêm một đốm đen lớn viền trắng ở vây lưng.
C. curiosus, loài đặc hữu ở bờ tây và nam Úc, được phân biệt với C. truncatus bởi vây lưng và vây hậu môn cao hơn, cũng như độ sâu cơ thể (tính từ sống lưng xuống bụng) lớn hơn so với C. truncatus.

## Sinh thái học
Thức ăn của C. truncatus bao gồm tảo sợi, giun nhiều tơ và động vật giáp xác nhỏ. Cá con sống đơn độc, còn cá trưởng thành thường sống thành đôi, nhất là vào thời điểm sinh sản.

## Thương mại
C. truncatus đôi khi được thu thập trong ngành thương mại cá cảnh.